# إدارة مخاطر المناخ

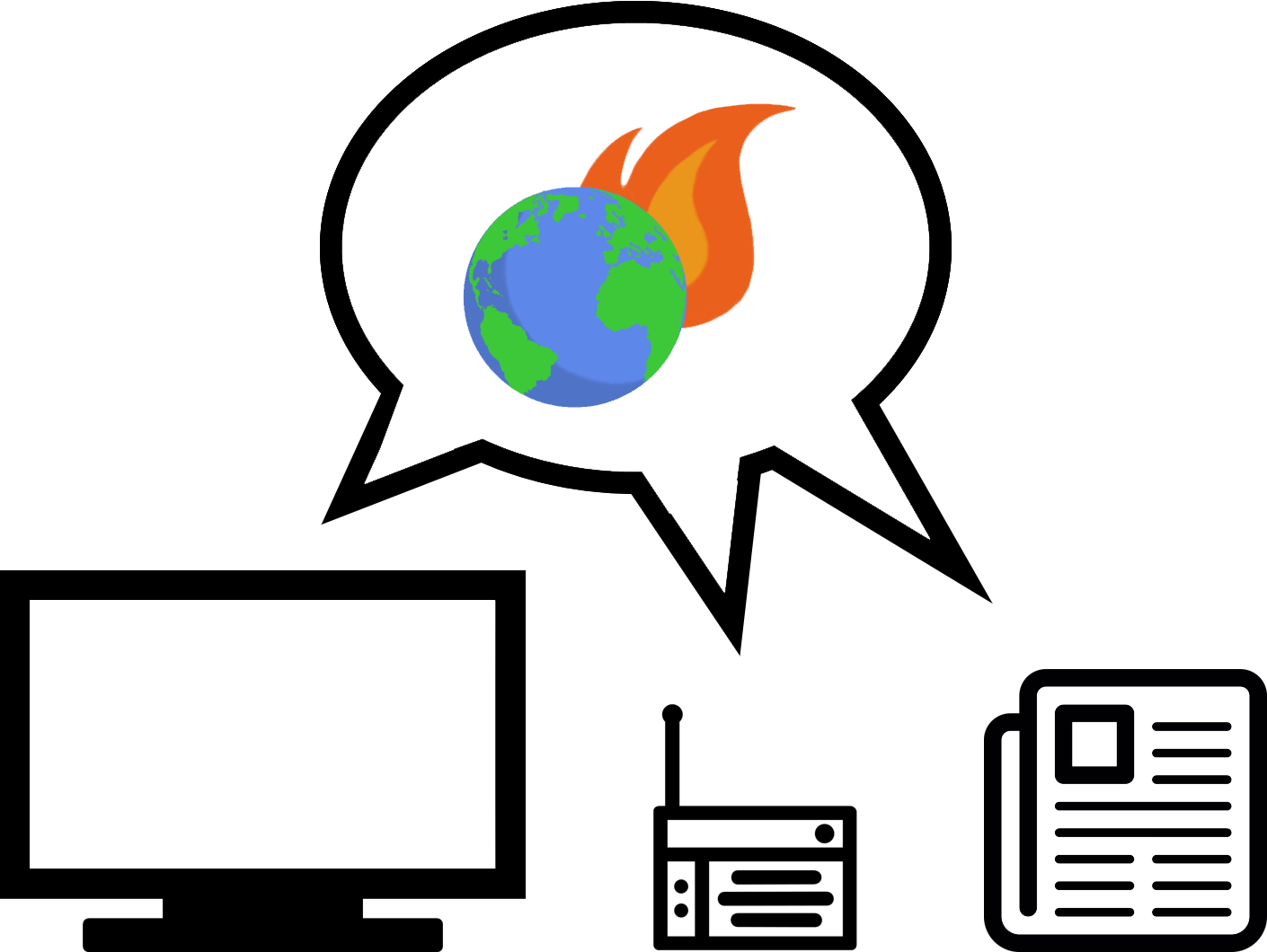
وسائل الإعلام تتحدث عن حلول تغير المناخ من أجل تحذير جمهورها من الخطر الناجم عن ظاهرة الاحتباس الحراري.

يُستخدم مصطلح إدارة المخاطر المناخية (CRM) لوصف مجموعة كبيرة ومتنامية من الأعمال التي تربط بين التكيف مع تغير المناخ وإدارة الكوارث وقطاعات التنمية، من بين العديد من القطاعات الأخرى.

## التعريف
إدارة مخاطر المناخ هو مصطلح عامّ، يُشير إلى نهج يُتّبع لاتخاذ قرارات حساسة بشأن المناخ. يسعى النهج إلى تعزيز التنمية المستدامة من خلال الحد من الضعف المرتبط بمخاطر المناخ. تتضمن إدارة مخاطر المناخ استراتيجيات تهدُف إلى زيادة النتائج الإيجابية وتقليل النتائج السلبية على المجتمعات في مجالات الزراعة والأمن الغذائي وموارد المياه والصحة.
تغطي إدارة المخاطر المناخية مجموعة واسعة من الإجراءات المحتملة، بما في ذلك: أنظمة الاستجابة المبكرة، والتنويع الاستراتيجي، وقواعد التخصيص الديناميكي للموارد، والأدوات المالية، وتصميم البنية التحتية، وبناء القدرات. ولكن بالإضافة إلى تجنب النتائج السلبية، تهدُف إستراتيجية إدارة مخاطر المناخ أيضًا إلى تعظيم الفرص في القطاعات الاقتصادية الحساسة للمناخ - على سبيل المثال، المزارعون الذين يتّبعون التنبؤات الموسمية المواتية لزيادة إنتاجية محاصيلهم.

## المؤتمرات وورش العمل الدولية الكبرى

### اتفاقية الأمم المتحدة الإطارية المعنية بتغير المناخ
تتضمن اتفاقية الأمم المتحدة الإطارية بشأن تغير المناخ مفاوضات بين المندوبين بشأن الإطار العام لتغير المناخ. وتتركز المناقشات حول التخفيف والتكيّف وتطوير التكنولوجيا ونقلها والموارد المالية والاستثمار.

### المنظمة العالمية للأرصاد الجوية - التعايش مع المناخ
استضافت المنظمة العالمية للأرصاد الجوية ومعهد الأرض والمعهد الفنلندي للأرصاد الجوية مؤتمر التعايش مع المناخ في تموز (يوليو) 2006. صّممت جلسات المؤتمر لاستعراض الفرص والقيود في دمج مخاطر المناخ وأوجه عدم اليقين في عملية صنع القرار. كان المُخرَج الرئيسي للمؤتمر «بيان إسبو».